# Зоолошки врт у Санкт Петербургу
Зоолошки врт у Санкт Петербургу (рус. Ленингра́дский зоопа́рк) у Санкт Петербургу (бивши Лењинград), налази се у Александровом парку у Петроградској улици. Основали су га Софија Герхардт и Јулиус Герхардт 1865. Има око 2.000 животиња од 410 различитих врста, међу којима су и поларни медведи То је један од најстаријих зоолошких вртова у Русији, као и најсевернији.
Зоолошки врт је преименован из "Зоолошки врт" у "Лењинградски зоолошки врт" 1952. године.
Године 1991. име је задржано, чак и након што је град наставио са својим ранијим именом Санкт Петербург, у част радницима зоолошког врта који су спасили животиње током Лењинградске опсаде.

## Историја
Зоолошки врт у Санкт Петербургу, који данас зову и Лењинградски зоолошки врт, био је један од првих зоолошких врта у Русији, а отворен је у Александарском парку. Зоолошки врт постао је део историје града. Иако оригиналне предреволуционарне зграде више не постоје, целокупан изглед зоолошког врта је врло сличан оригиналном зоолошком врту с краја 19. века.
Први власници зоо врта у Санкт Петербургу били су Софија и Јулиус Гебхардт. Прва колекција зоолошких животиња обухватила је тигрове, медведе, лавове, птице и папагаје.
Период од 1872. до 1897. године, биле су најбоље године за зоолошки врт. Власник у то време био је други муж Софије Гебхардт, Е. А Рост. Под његовим управљањем, колекција зоолошког врта обухватила је око 1161 врсту. Средства за одржавање колекције долазила су из комерцијалних подухвата зоо врта, односно ресторана и позоришта. Од 1879. године, у зоолошком врту се одржавају етнографске изложбе.
Рост се пензионисао 1898. године. Зоолошки врт је затворен 1909. године. Током овог периода постојале су расправе о стварању зоолошког врта за научне студије у главном граду. Предложена је идеја да се зоолошки врт премести у Уделни Парк.
Године 1910. С. Х. Новинков је постао нови власник Зоолошког врта. Под његовим руководством реновирани су стари, изграђени нови простори, као и нови рибњак. Животиње које га је обезбедио живеле су веома дуго, чак и након руске револуције 1917. године. Дечији омиљени слон, Бети умро је током Лењиндарске опсаде, док је женски нилски коњ, назван Лепота, преживела Други светски рат.
Зоолошки врт је национализован 1918. године. Формиран је академски одбор за управљање зоолошким вртом. Такође је створено Одељење за научне библиотеке и програме за животиње. Године 1929. формиран је клуб младих зоологиста, који и дан данас постоји. Од 1932. године поларни медведи су почели да се узгајају, што је у то време било изузетно ретко и због тога је заштитни знак зоолошког врта поларни медвед. За 75 година постојања зоолошког врта, 1940. године, врт је у Уделни Парку добио 422 хектара земљишта.
Међутим, пре почетка изградње, Други светски рат је почео. Зоолошки врт је претрпео много током рата, али нису престали са радом чак ни у најтежим временима Лењинградске опсаде.
Радници су успели да спасу део колекције животиња, а животиње су имале чак и потомства. Одржавана су предавања на лицу места, а зоолошки врт је поново отворен на лето. У знак сећања на херојске радње радника који су спасили зоолошки врт током Лењиндарске опсаде, зоолошки врт, без обзира на преименовање града у Санкт Петербург, остао је назван Лењинградски зоолошки врт.
Зоолошки врт је трајно отворен у пролеће 1944. године, а пошто на новом подручју развој врта није био могућ, рестаурација је почела на старом месту. Најинтензивнија градња обављена је 1951. Године 1952. године зоолоши врт је преименован у зоолошки парк.
Током педесетих и шездесетих година парк је добио многе нове и занимљиве животиње. Број различитих врста у колекцији, као и научноистраживачки рад који се спроводио у зоолошком врту, упућивао је на то да је био један од водећих зоолошких вртова у Совјетском Савезу. Зоолошки врт је прославио 100 година постојања 1965. године.
У то време колекција зоолошког врта била је једна од највећих у Совјетском Савезу, али већина зграда и објеката је била у незадовољавајућем стању. Стога је донета одлука да се спроведу комплетни радови реновирања, који су започети 1967. године. Будући да је реновирање планирано да траје 3 до 5 година, план је био да се изграде нове зграде на локацији старих. Чињеница да ће рад толико дуго трајати, то је био један од главних разлога за смањивање овако одличне колекције животиња, и за већину потешкоћа у даљем стицању нових животиња. Зоолошки врт је изгубио и своје просторе за слонове и нилске коње. Нилски коњи су премештени у Кијев, носорози су пресељени у Белорусију и афрички слон у Ташкент. До 1988. изграђено је само 8 зграда у склопу реновирања. 1996. године почела је изградња тераријума, али је због недостатка средстава заустављено. Ова зграда је отворена само за посетиоце 2007. године, преименована у "Ексотаријум", у којој се налазе рибе, змије, гуштери, корњаче, крокодили и друге животиње.
Године 2005. влада је развила стратегију за развој Лењинградског зоолошког врта на својој историјској локацији, где се тренутно налази. Према овом документу, Зоолошки врт мора бити у складу са европским стандардима.
2015. године, Банка Русије објавила је комеморативни новчић за 150. годишњицу зоолошког врта.

## Животиње
Лењинградски зоолошки врт је значајан културни и едукативни центар у Санкт Петербургу, као и традиционално место за породице и туристе. Често се одржавају едукативне активности, као што су Клуб младих зоологиста, као и разни курсеви, предавања и обиласци.
Садашња колекција зоолошких животиња је разнолика и састоји се од око 600 врста животиња, укључујући велике и мале предаторе, копитаре, птице, камиле, алпаке и [[Лама[|ламе]], примате, глодаре, гмизавце, водоземце, бескичмењаке и рибе. Приоритет је дат малим врстама које не захтевају много простора, јер зоолошки врт има ограничену површину.
- Дом предатора - Зоо има простор за велике мачке попут јагуара, афричких лавова, пуми и снежних леопарда. Унутар изложбе постоје отворени кавези који се могу користити и зими за лавове и јагуаре. Постоје и одвојене мање кућице за мунгосе и меркате.
- Дом примата - Зоо има разне примате, укључујући лемуре, армадилосе и још неколико других који живе у топлим окружењима. Животиње се премештају у спољни простор у летњем периоду.
- Ексотаријум се налази на два спрата. Акваријум је на првом спрату и дом је различитих врста корала, морских и слатководних риба и других водених животиња. На другом спрату налазе се гмизавци, водоземци и инсекти, као и зимски простор за птице и друге мале предаторе.
- Дом малих предатора је отворен током целе године. На овом изложбеном простору налазе се вукови, куне, паласове мачке и други мали предатори. То је такође дом мерката и мунгоса током лета.
- Европски шумски експонат поседује типичне животиње из европских шума, као што су веверице, зечеви, рисови и даброви.
- Тропска кућа поседује бодљикаве прасиће, пекарије, папагаје, саимире и друге врсте које захтевају топло окружење. Током лета, све животиње су пресељавају у отворено кућиште. Птице су смештене у тропским кућиштима на отвореном током зиме.
- Дом јелена - има ирвасе, Пер Давидове јелене и вапите.
- Дом кенгура и емуа чини комплекс различитих кућица, у коме се налазе Бенетов кенгур пењач и емуи. Током лета могу се видети у отвореним просторијама, а зими су смештени у згради са великим, панорамским прозорима.
- Едукативна животињска кућа је место где се налазе животиње које се користе за предавањима и образовним програмима, као што су рисови, стески мрмоти, сове, лисице...
- Дечији зоо има домаће животиње као што су различите врсте пилића, гусака, крава, зечева и ћурки. Деца могу да хране козе, сточном храном која се може купити на улазу.
- Дом птица је дом сова (јастребача, снежна сова, утина сова, лапонска сова и буљина), као и свраке, вране, сивог сокола, великог тетреба, ветрушке и других животиња. У летњем периоду налазе се и папагаји, тукани и друге птице које захтевају топлу температуру.
- Дом птица грабљивица поседује различите врсте, као што су белорепан, бјелоплећи бјелорепан, црни амерички лешинар, гавран, степски соко, и андски кондор.
- Птичији рибњак је велики, округли рибњак, у којем се налазе дивља гуска, индијска гуска, канадска гуска, белолика гуска и жутокљуни лабуд. Пеликани су такође овде смештени током летњег периода.
- Дом камила смешта двогрбе камиле, ламе и алпаке.
- Пут ренџера је стаза са питањима и загонеткама на које деца могу да одговарају током шетње, дајући информације о животињама и биљкама у Лењинградском региону. Ту се налазе и мале авијације птица дуж ове стазе.

Израђени су засебне просторије и простори за изложбе за беле медведе, сибирске тигрове, жирафе, вукове, јапанске макакије, јапанске ждралове, црне лабудове (лети, смештени су у вештачком рибњаку) и видре. Поред тога, зоолошки врт има кућице које приказују мешовиту колекцију птица, као и кућице за коње и летње кућице за мајмуне. Постоји и део за јахање, где се могу јахати коњи или понији.
Зоолошки врт активно ради на реновирању старих зграда, као и на стварању нових кућица за животиње. Према томе, листа животиња у колекцијама се може променити.